# Пестер, Марк Яковлевич
Марк (Мордехай) Яковлевич Пестер (5 (17) марта 1884, Бендеры, Бессарабская губерния — 7 марта 1944, Коканд) — российский и румынский скрипач, музыкальный педагог и дирижёр в предвоенной Бессарабии.

## Биография
Учился в Одесском музыкальном училище у Ж. Карбулки. Выпускник Санкт-Петербургской консерватории по классу скрипки Л. С. Ауэра (1907); посещал также занятия по гармонии и оркестровке у Н. А. Римского-Корсакова и А. К. Глазунова, по композиции — у А. К. Лядова, по фортепиано — у Ф. М. Блуменфельда. Некоторое время занимался сольной деятельностью в различных городах Российской империи, был концертмейстером и дирижёром симфонических оркестров в Царицыне, Баку и Владикавказе. В начале 1920-х годов возвратился в Кишинёв, где в 1922—1941 годах был преподавателем, затем профессором в частных консерваториях «Unirea» и «Municipal», с 1940 года — профессор и заведующий кафедрой струнных инструментов Кишинёвской консерватории.
Дирижировал оперными спектаклями, к столетию со дня рождения А. Г. Рубинштейна осуществил постановку его оперы «Демон», был первым оперным постановщиком края. Выступал с сольными концертами и в камерных ансамблях, в трио с пианистом Юлием Гузом и виолончелистом Морицем Шильдкретом (1867—1941).
Среди воспитанников М. Я. Пестера — Оскар Дайн, Георгий Няга, И. Бершадский, Леонид Калер, Яков Сорокер, Борис Котляров, Гарри Ширман, Рудольф Капланский, румынский композитор, дирижёр и скрипач Виктор Юшкевич (Ющану, 1905—1976), Ион Фазлэ (1910—1985).

## Семья
- Дочь — пианистка и концертмейстер Берта Марковна Зельцер (1916, Баку — 2008, Нью-Йорк), выпускница Кишинёвской консерватории[6].
  - Внук — пианист Ефим Маркович Зельцер[7].